# Hydrophorus albopictus
Hydrophorus albopictus är en tvåvingeart som beskrevs av Octave Parent 1931. Hydrophorus albopictus ingår i släktet Hydrophorus och familjen styltflugor. Inga underarter finns listade i Catalogue of Life.